# Pierre Halley
 (mai 2019).
Pierre Halley, dit aussi Pierre Hallé, né à Bayeux le 8 septembre 1611 et mort à Paris le 27 décembre 1689, est un poète français néolatin, professeur de droit au Collège royal.

## Biographie
Pierre Halley fait ses études de rhétorique à Bayeux, puis à Université de Caen.
Il compose des poésies qui attirent l’attention du poète Antoine Halley, avec lequel il se lie d’amitié. Les deux hommes, qui ne sont pas parents, se traitent dès lors de cousins. Devenu professeur de rhétorique à l’âge de 24 ans, Pierre Halley ne tarde pas à acquérir un certain renom.
En 1639, il est nommé recteur de l’université et se fait remettre son bonnet de docteur en droit par le chancelier Séguier, envoyé en Normandie pour y réprimer la révolte de la Harelle. Séduit par les qualités du jeune recteur, le chancelier l’invite à se rendre à Paris. Parmi les collèges se disputant sa présence, il choisit le collège d'Harcourt, où il occupe la chaire de rhétorique et où la multitude qui se presse à ses cours est telle qu’il doit changer trois fois de salle pour en trouver une assez grande.
En 1646, Séguier lui octroie la charge d’interprète royal en langue grecque, avec 1 200 livres de gages, ainsi que le titre de poète du roi. En 1654, il devient lecteur en droit canonique au Collège royal, puis est nommé, l'année suivante, docteur régent à la faculté de droit de Paris. Il enseigne encore pendant 34 ans, jusqu’à sa mort à l’âge de 78 ans.
Pierre Halley, qui n’écrivait qu’en latin, a laissé des pièces oratoires et poétiques, réunies en volume en 1655, ainsi que deux ouvrages de droit, parus en 1679 et 1685.

## Pour approfondir